# Karl Maria Demelhuber
Karl-Maria Demelhuber, (26 mai 1896 - 18 mars 1988) était un général allemand de la Waffen-SS (Obergruppenführer) durant la Seconde Guerre mondiale. Il commandait la 2e division SS Das Reich. Il a combattu également lors de la Première Guerre mondiale.